# Catagramma sticheli
Catagramma sticheli är en fjärilsart som beskrevs av Dillon 1948. Catagramma sticheli ingår i släktet Catagramma och familjen praktfjärilar. Inga underarter finns listade i Catalogue of Life.